# Singles (альбом Maroon 5)
Singles — сборник американской поп-рок-группы Maroon 5, выпущенный 25 сентября 2015 года на лейбле Interscope Records. В альбом включено двенадцать величайших синглов группы из их пяти альбомов: Songs About Jane (2002), It Won’t Be Soon Before Long (2007), Hands All Over (2010), Overexposed (2012) и V (2014).
Singles был выпущен во время Maroon V Tour в Азии. Альбом не содержит новых или неизданных песен.

## Предыстория
1 сентября 2015 года лейбл Interscope Records объявил, что Maroon 5 выпустит дебютный сборник хитов группы. Список композиций и обложка альбома были опубликованы в тот же день, стало известно, что в сборнике будет двенадцать композиций, и в нём не будет новых или неизданных песен. Поклонники также отреагировали на отсутствие в альбоме более подходящих хитов, таких как «Harder to Breathe», «Sunday Morning» и «Won’t Go Home Without You».

## Обложка альбома
Обложка для Singles была снята и отредактирована фотографом и туристом Трэвисом Шнайдером, известном как bootswallace в различных социальных сетях, что было подтверждено Шнайдером в Твиттере 6 сентября 2015 года. Фотография была сделана за кулисами тура с Maroon 5 в Северной Америке.

## Отзывы критиков
Алекс Лай (contactmusic.com) сказал: «Для тех, кто забыл или действительно не был знаком с творчеством Адама Левина и компании, это отличная демонстрация их способности смешивать жанры».

## Коммерческий успех
Альбом дебютировал на шестой строчке в Японии, в первую неделю было продано 11,000 копий. В Бразилии альбом дебютировал на восьмой строчке в чарте ABPD, в первую неделю было продано 20,000 копий.

## Список композиций
| №                   | Название                                                                             | Автор(ы)                                                            | Продюсеры                                                | Длительность |
| ------------------- | ------------------------------------------------------------------------------------ | ------------------------------------------------------------------- | -------------------------------------------------------- | ------------ |
| 1.                  | «This Love» (из Songs About Jane)                                                    | Adam Levine Jesse Carmichael                                        | Matt Wallace Mark Endert                                 | 3:27         |
| 2.                  | «Payphone» (совместно с Уиз Халифа) (из Overexposed)                                 | Levine Benny Blanco Ammar Malik Dan Omelio Shellback Cameron Thomaz | Benny Blanco Shellback Robopop                           | 3:51         |
| 3.                  | «She Will Be Loved» (из Songs About Jane)                                            | Levine James Valentine                                              | Wallace                                                  | 4:14         |
| 4.                  | «One More Night» (из Overexposed)                                                    | Levine Shellback Max Martin Savan Kotecha                           | Shellback Martin                                         | 3:39         |
| 5.                  | «Moves Like Jagger» (совместно с Кристиной Агилерой) (из переиздания Hands All Over) | Levine Levin Malik Shellback                                        | Shellback Blanco                                         | 3:21         |
| 6.                  | «Wake Up Call» (из It Won't Be Soon Before Long)                                     | Levine Valentine                                                    | Mike Elizondo Mark Stent Sam Farrar Endert Patrick Stump | 3:21         |
| 7.                  | «Misery» (из Hands All Over)                                                         | Levine Carmichael Farrar                                            | Robert John "Mutt" Lange                                 | 3:36         |
| 8.                  | «Maps» (из V)                                                                        | Levine Mallik Ryan Tedder Levin Noel Zancanella                     | Tedder Blanco Zancanella Noah Passovoy                   | 3:11         |
| 9.                  | «Makes Me Wonder» (из It Won't Be Soon Before Long)                                  | Levine Carmichael Mickey Madden                                     | Endert Maroon 5                                          | 3:31         |
| 10.                 | «Animals» (из V)                                                                     | Levine Shellback Levin                                              | Shellback                                                | 3:51         |
| 11.                 | «Daylight» (из Overexposed)                                                          | Levine Martin Sam Martin Mason Levy                                 | Levine MdL Martin                                        | 3:46         |
| 12.                 | «Sugar» (из V)                                                                       | Levine Ammo Lukasz Gottwald Jacob Kasher Hindlin Mike Posner Cirkut | Ammo Cirkut                                              | 3:56         |
| Общая длительность: | Общая длительность:                                                                  | Общая длительность:                                                 | Общая длительность:                                      | 43:44        |

| №                   | Название                                                      | Автор(ы)                      | Продюсеры               | Длительность |
| ------------------- | ------------------------------------------------------------- | ----------------------------- | ----------------------- | ------------ |
| 13.                 | «Feelings» (из V)                                             | Levine Shellback Oscar Görres | Shellback OzGo          | 3:13         |
| 14.                 | «Won't Go Home Without You» (из It Won't Be Soon Before Long) | Levine                        | Elizondo Stent Maroon 5 | 3:51         |
| Общая длительность: | Общая длительность:                                           | Общая длительность:           | Общая длительность:     | 46:57        |

## Участники записи
- Адам Левин — вокал, гитара, ритм-гитара, автор песен, член группы
- Джесси Кармайкл — клавишные, бэк-вокал, ритм-гитара, автор песен, член группы
- Микки Мэдден — басс-гитара, автор песен, член группы
- Джеймс Валентайн — гитара, бэк-вокал, автор песен, член группы
- Мэтт Флинн — ударные, перкуссия, член группы
- Пи Джей Мортон — клавишные, бэк-вокал, член группы
- Райан Дусик — ударные, перкуссия (треки № 1 и № 3), бывший член группы
- Сэм Фаррар — производство, клавишные, программирование, автор песен, член группы (в прошлом — во время гастролей)
- Кристина Агилера — вокал (трек № 5)
- Уиз Халифа — вокал (трек № 2)

## Чарты
| Чарты (2015-17)                  | Пиковая позиция |
| -------------------------------- | --------------- |
| Австралия (ARIA)                 | 19              |
| Бельгия/Валлония (Ultratop)      | 69              |
| Brazilian Albums (ABPD)          | 8               |
| Канада (Canadian Albums Chart)   | 48              |
| Франция (SNEP)                   | 30              |
| Ирландия (IRMA)                  | 80              |
| Италия (Classifica album)        | 51              |
| Республика Корея (Circle)        | 16              |
| Республика Корея (Gaon)          | 1               |
| Taiwanese Albums (Five Music)    | 1               |
| Новая Зеландия (RMNZ)            | 4               |
| Великобритания (UK Albums Chart) | 35              |

## Сертификации и продажи
| Регион                                                      | Сертификация  | Продажи  |
| ----------------------------------------------------------- | ------------- | -------- |
| Япония (RIAJ)                                               | Золотой       | 100 000^ |
| Великобритания (BPI)                                        | 2× Платиновый | 600 000  |
| ^ Данные о тиражах приведены только на основе сертификации. |               |          |

## История релиза
| Страна        | Дата             |
| ------------- | ---------------- |
| Япония        | 25 сентября 2015 |
| По всему миру | 16 октября 2015  |